# 5500 Twilley
5500 Twilley (1981 WR) là một tiểu hành tinh vành đai chính được phát hiện ngày 24 tháng 11 năm 1981 bởi E. Bowell ở Flagstaff.